# Stefan Pescheck

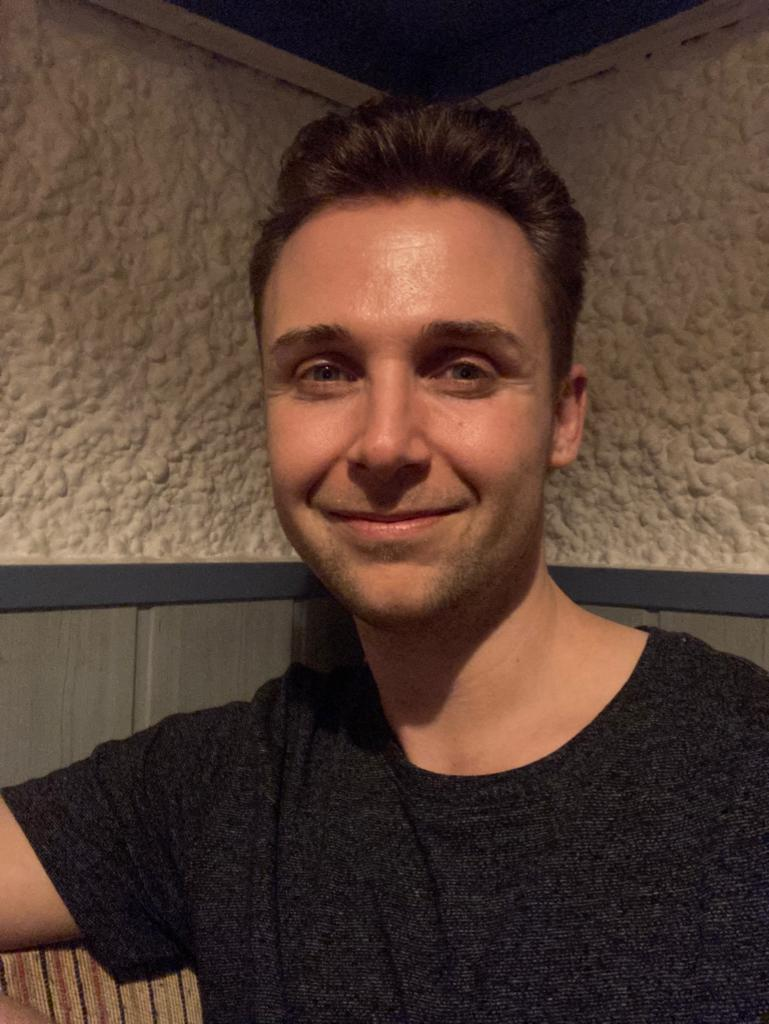
Stefan Pescheck, 2022

Stefan Pescheck (* 18. November 1985 in Gelnhausen) ist ein deutscher Schauspieler.

## Leben
Stefan Pescheck wurde in Gelnhausen geboren und wuchs in Bieber, einem Ortsteil der Gemeinde Biebergemünd im Main-Kinzig-Kreis in Hessen, auf.
In der Jugend entdeckte er seine Leidenschaft für Schauspielerei und spielte verschiedene Rollen in Theatergruppen. Nach der mittleren Reife absolvierte er eine Ausbildung zum Fachangestellten für Bürokommunikation im Statistischen Bundesamt in Wiesbaden. Im Anschluss nahm Stefan Pescheck die Schauspielerei wieder auf. Er spielte in Kurzfilmen, Werbespots und erhielt Engagements in Theatern, unter anderem im Kellertheater Frankfurt. 2010 begann er eine Schauspielausbildung an der Schauspielschule actor´s company in Aschaffenburg, die er im Jahr 2013 erfolgreich beendete. Parallel zu seiner Ausbildung erhielt er privaten Gesangs- und Schauspielunterricht in Frankfurt am Main und sammelte weiterhin Erfahrungen auf der Bühne und im Film.
Stefan Pescheck ist seit Beendigung seiner Schauspielausbildung im Theater-, Film- und Fernsehbereich tätig. Seit 2014 tourt er unter der Leitung der Theatergastspiele Fürth mit Kollegen wie etwa Christine Neubauer, Christine Urspruch, Hartmut Schreier, Franziska Traub oder Markus Majowski durch Deutschland, Österreich, die Schweiz und Italien. Besonders die Verkörperung der Titelfigur in der schwedischen Komödie „Patrick 1,5“ bescherte ihm große Erfolge im Tourneetheaterbereich.

## Theater (Auswahl)
- 2024: Das indische Tuch, Rolle: Frank Tanner, Regie: Renate Renken, Neue Bühne Darmstadt[5]
- 2024: Lily und Lily, Rolle: Jonathan, Regie: Thomas Rohmer, Theatergastspiele Fürth (Tournee)[6]
- 2023: Die Geierwally, Rolle: Matthias, Regie: Thomas Rohmer, Theatergastspiele Fürth (Tournee)
- 2022/2023: Das Wirtshaus im Spessart, Rolle: Felix, Regie: Renate Renken, Neue Bühne Darmstadt
- 2021/2022: Celine, Rolle: Pierre, Regie: Thomas Rohmer, Theatergastspiele Fürth (Tournee)
- 2021: Der Mieter, Rolle: Joe Chandler, Regie: Renate Renken, Neue Bühne Darmstadt
- 2019: Plan B, Rolle: Arnold Heidenberger, Regie: Alexander Beck, Theater Alte Brücke Frankfurt
- 2018/2019: Peterchens Mondfahrt, Rolle: Peterchen, Regie: Sabrina Faber, Theater Alte Brücke Frankfurt
- 2018/2019: Lystreia, Rolle: Roderich, Regie: Marcel Schilling, Theater Alte Brücke Frankfurt
- 2018/2019: Der zerbrochne Krug, Rollen: Licht, Ruprecht, Regie: Marcel Schilling, Theatrallalla Frankfurt
- 2018: Die Reise nach Hollywood, Rolle: Cody, Regie: Marcel Schilling, Kleines Theater Bad Godesberg
- 2018: Butterbrot, Rolle: Peter, Regie: Thomas Rohmer, Theatergastspiele Fürth (Tournee)
- 2017/2018: Der Regenmacher, Rolle: Jim Curry, Regie: Thomas Rohmer, Theatergastspiele Fürth (Tournee)
- 2017/2018: Die Fledermaus, Rolle: Gefängnisdirektor Frank, Regie: Thomas Bäppler-Wolf, Theatrallalla Frankfurt
- 2016: Der Ansager einer Stripteasenummer gibt nicht auf, Rolle: Ansager, Regie: Thomas Bäppler-Wolf, Theatrallalla Frankfurt
- 2014–2022: Patrick 1,5, Rolle: Patrick, Regie: Thomas Rohmer, Theatergastspiele Fürth (Tournee)
- 2013–2016: Ladies Night, Rolle: Wassily, Regie: Peter H. Jährling, West Side Theatre Darmstadt
- 2013: Cocktail für eine Leiche, Rolle: Brandon, Regie: Torsten Stoll, Ludwigstheater Aschaffenburg
- 2012/2013: Viel Lärm in Chiozza, Rollen: Paron Fortunato, Canocchia, Regie: Torsten Stoll, Ludwigstheater Aschaffenburg
- 2012: Viel Lärm in Chiozza, Rollen: Paron Fortunato, Canocchia, Regie: Torsten Stoll, L’Erba Voglio – Freilichtbühne, Aschaffenburg
- 2011: Loriot’s Dramatische Werke, Rollen: diverse, Regie: Frank Heck, Stein’s Tivoli, Rodenbach
- 2010/2011: Evita, Rollen: diverse, Regie: Bob Tomson, Alte Oper Frankfurt
- 2009/2010: Harold und Maude, Rolle: Harold, Regie: Stefan Militzer, Regie: Burkhard Sprenker, Kellertheater Frankfurt
- 2003: Das Haus in Montevideo, Rolle: Prof. Dr. Traugott Herrmann Nägler, Regie: Volker König, Theater BS Gelnhausen
- 2002: Der gute Mensch von Sezuan, Rolle: Wang, ein Wasserverkäufer, Regie: Volker König, Theater BS Gelnhausen

## Film (Auswahl)
- 2023: Ritter, Burgen, Edelfrauen – Liebessagen aus dem Mittelalter (Dokumentarfilm), Rolle: Ritter Kuno (Hauptrolle), Regie: Larissa Anton
- 2022: Tatort Odenwald (Dokumentarfilm), Rolle: Adam Steinmetz (Hauptrolle), Regie: Larissa Anton
- 2021: Zeitreise durch den Odenwald 2 – Die Sage von Einhard und Imma (Dokumentarfilm), Rolle: Einhard (Hauptrolle), Regie: Larissa Anton
- 2019/2020: Verkaufssituationen im Einzelhandel (Lehrfilm), Rolle: Verkäufer (Hauptrolle), Regie: Andreas Gehring
- 2016: Sagenhafter Südwesten (Doku-Reihe, SWR), Rolle: Siegfried, Regie: Jo Müller
- 2016: Die Deutschen und die Polen (Dokumentarfilm, ZDF), Rolle: Chassid, Regie: Gordian Maugg
- 2016: Einsatz in Köln – Die Kommissare (Fernsehserie, SAT.1), Rolle: Mike Kirner, Regie: Peter Spielmann
- 2015: Verrückt nach Fixi (Kinospielfilm), Rolle: Verkäufer, Regie: Mike Marzuk
- 2015: Was kostet die Liebe? Ein Großstadtmärchen (Fernsehfilm, SAT.1), Rolle: Bruno, Regie: Florian Knittel
- 2014: Wann endlich küsst Du mich? (Kinospielfilm), Rolle: Kumpel, Regie: Julia Ziesche
- 2014: Siebenschön (Märchenfilmreihe, ARD), Rolle: Diener, Regie: Carsten Fiebeler
- 2014: Gewissensbisse (Kurzfilm, SWR), Rolle: Jörg (Hauptrolle), Regie: Maria Beese
- 2014: Media 4 U (Doku-Reihe, Ebru TV), Rollen: diverse, Regie: Fatih Gökce
- 2012: Jakob unterwegs (Kurzfilm, ZDF), Rolle: Kellner, Regie: Constantin Müller